# Becadell del Japó
El becadell del Japó (Gallinago hardwickii) és una espècie d'ocell de la família dels escolopàcids (Scolopacidae) que passa l'estiu als boscos i prats humits del Japó i l'hivern a l'Austràlia oriental.